# アクティブタイムバトルシステム
アクティブタイムバトルシステム（略称・通称ATB、英字Active Time Battleの略）は、コンピュータRPGの戦闘システムである。

## 概要
ターン制の戦闘システムとは異なり、常に時間が流れているリアルタイム制のシステム。スクウェア・エニックス（旧スクウェア）の『ファイナルファンタジーIV』が初出であり、それ以降のシリーズや他作品などでも採用されている。
採用作品により性質が異なる場合があるが、基本的には敵・味方共に一定の時間が溜まったキャラクターから行動を選ぶ仕組みである。ほとんどの作品で、次の行動選択可能までの時間を表したATBゲージが味方キャラクター1人1人に表示され、時間の流れを視覚的に捉えることができる。
ゲーム中の設定でゲームスピードの調整ができる場合がある。また、コマンド入力時に時間が流れ続ける「アクティブ」と、時間が止まる「ウェイト」の切り替えができる場合もある。
ATBから派生して生まれたシステムも存在する（後述）。

## 誕生までの成り立ち
過去のRPGの戦闘システムを「つまらなくて眠い」と評した当時のスクウェアのデバッガーでシステムエンジニアだった伊藤裕之が発明した。
最初はリアルタイム制から考えていたが、従来のRPGユーザー（主に『ドラゴンクエスト』ブーム以後の世代）を否定することになると実装に踏み切れないでいた。しかし趣味のF1を見ていたときに、フェラーリのセミオートマチックトランスミッションの技術を参考に、セミリアルタイムの概念を発明する。
このRPGでの戦闘の時間を活性化（アクティブ）させるシステムをアクティブタイムバトル (ATB) と名付けた。

## 特許を取った主な理論
このシステムは、コンピューターゲームプログラムのシステムとしては異例の特許を取得した（特許番号第2794230号、「ビデオ・ゲーム装置，その制御方法および制御ディバイス」）。この特許により他のゲームメーカーは類似のシステムを使うことができなくなった。なお商標登録もされている（商標登録番号第4284948号）。
以下は特許番号第2794230号の請求項の要約である。
請求項1プレイヤーキャラクターと敵キャラクタを画面に表示し入力された、またはあらかじめ定められたコマンドに応じて、キャラクタに対応する時間を設定して行動に移すプロセス。
請求項2上記の時間の経過に合わせてキャラクタの行動やコマンドの表示が発生する制御システム。
請求項4アクティブとウエイトのモードをもち、アクティブが選択されたときには上記計時手段に計時動作を行なわせ、ウエイトが選択された時は、一部に計時動作をストップさせる。
請求項5ATBゲージの速度の設定。

## 搭載作品
ファイナルファンタジーIV
1991年発売。初のATB採用作品。時間によって変身する敵や、リアルタイムなステータスの変化が緊張感あるバトルを生み出した。召喚魔法はコマンド決定から発動まで時間がかかるなど、行動内容により時間の差別化が計られているのが特徴。
この作品のみATBゲージ自体が無く、オリジナルのスーパーファミコン版とそれをベタ移植したPlayStation版とワンダースワンカラーの移植版までであり、漢字表記に対応するようになったゲームボーイアドバンス版以降の移植版からATBゲージが搭載されるようになった。
ファイナルファンタジーV
1992年発売。この作品からATBゲージが画面に表示されるようになり、ATBの基本スタイルが確立した。また、『FFV』および『FFVI』ではコマンドを従来の縦並びスタイルと十字キーの4方向にそれぞれ割り当てるスタイルから選べるようになり、素早いコマンド選択が可能となっている。
味方や敵の行動中はATBゲージが一旦ストップする。
ファイナルファンタジーVI
1994年発売。この作品以降はアビリティの使用可能時間や待機時間にも一部ゲージが導入されるようになる。またXボタンで行動を後回しに保留できるようになったのも特徴（本作ではXボタン・Yボタンによる順送り・逆送りがあったが、以後の作品では順送りの1つのみとなっている）。
登場キャラクターのうちのひとりティナの特殊コマンド「トランス」を使用すると、ゲージは満タンから始まり、じょじょに減っていくという逆ATBとなる。0になるまでいつでも行動をすることができる。
味方や敵の行動中もATBゲージは進行する。
クロノ・トリガー
1995年発売。アクティブタイムバトル Ver.2 (ATB Ver.2) と称されているが、ATBと同じシステム。フィールドと戦闘画面が同一になっており、敵にエンカウントすると戦闘モードとなり、ATBゲージなどが表示される。味方キャラクター3人のコマンドが同時表示される連携システムが売り。
味方や敵の行動中はATBゲージが一旦ストップする。
ファイナルファンタジーVII
1997年発売。敵の攻撃を受けると溜まる「リミットゲージ」が満タンになると一瞬でタイムゲージが溜まる。
味方や敵の行動中もATBゲージは進行する。
パラサイト・イヴ
1998年発売。フィールドと戦闘画面が同一になっており、敵にエンカウントすると戦闘モードとなり、ATゲージなどが表示される。
本作は戦闘中にキャラクターを移動させることができる。移動して敵の攻撃を避けるなど、アクション性も含んだATBである。
ファイナルファンタジーVIII
1999年発売。ガーディアンフォース召喚時にウェイトゲージが採用。
味方や敵の行動中はタイムゲージが一旦ストップする。
ファイナルファンタジーIX
2000年発売。ATBゲージが瞬時に溜まる隠しボスが登場した。
味方や敵の行動中もATBゲージは進行する。
ファイナルファンタジーX-2
2003年発売。『FFX』はカウントタイムバトル (CTB) が採用されたが、その続編の『FFX-2』ではATBが復活した。『FFXI』から継承された要素でチェイン（リアルタイムで同時に攻撃を当てるとダメージ増加）や、行動開始までのウェイトゲージ、複数のキャラクターが同時に行動することにより戦略性が増し、従来よりもテンポの早い戦闘となった。
味方や敵の行動中もATBゲージは進行する。
ファイナルファンタジーIV THE AFTER 月の帰還
2008年発売『FFIV』を踏襲しているが、ATBゲージが表示される。『FFIV』と同様、召喚魔法やバンド技などはコマンド決定から発動まで時間がかかるが、本作は発動までの待機時間もATBゲージで表現されるようになった。
味方や敵の行動中はATBゲージが一旦ストップする。
シグマ ハーモニクス
2008年発売。戦闘に直接参加するのは1人だが、3本のゲージを持ち、それぞれのゲージが貯まるごとに行動ができる。
戦闘中にBGMの変更が可能で、ゲージの進行スピードはプレイヤーの選択した楽曲によって変化する。
ファイナルファンタジーXIII
2009年発売。ATBゲージが溜まる前から行動を決定することが可能となり、ゲージが満タンになると同時にその行動が発動される。1本のATBゲージは複数のスロットに分かれており、1回のターンでスロットの数だけ行動を起こすことが可能（強力な魔法・技は複数のスロットを消費する）。なおアイテムの消費やTPアビリティ（召喚など）はATBゲージに関係なく即実行が可能。
攻撃を受けて転倒するとATBゲージの進行が止まり、少しの間行動できなくなる。
プレイヤーが操作できるのはリーダーに設定したキャラクターのみで、ATBゲージもリーダーのものだけが表示される。
『FFX-2』と同様に複数のキャラクターが同時に行動する。味方や敵の行動中もATBゲージは進行する。
ファイナルファンタジー レジェンズ 光と闇の戦士
2010年発売。『FFIV THE AFTER』を踏襲。
ファイナルファンタジーXIII-2
2011年発売。『FFXIII』を踏襲。
いけにえと雪のセツナ
2016年発売。『クロノ・トリガー』と同様のATBを搭載。
LOST SPHEAR
2017年発売。『いけにえと雪のセツナ』と同様のATBを搭載。
ファイナルファンタジーVII リメイク
2020年発売。時間経過でATBゲージが増加するのは『ファイナルファンタジーVII』と同様だが、今作はたたかうや防御などはATBゲージの消費無しで行う事が可能になりATBゲージを溜めることもできるようになった。新要素としてブレイク(敵の弱点や攻撃を当てるとゲージ増加）、コマンドアビリティ選択時のウェイトモードや回避、複数のキャラクターが同時に行動することにより戦略性が増し、原作よりもリアルタイム制の強い戦闘になった。
味方や敵の行動中もATBゲージは進行する。

## ATBから派生したシステム
以下はスクウェア・エニックス（旧スクウェア）から発売されたゲームソフトのATB派生システムである。詳細は各ゲームタイトルを参照。
- カウントタイムバトル (CTB) - ファイナルファンタジーX、ファイナルファンタジー レジェンズ 時空ノ水晶、ディシディア ファイナルファンタジー オペラオムニア
- リアルタイムバトル (RTB) - ファイナルファンタジーXI
- アクティブディメンジョンバトル (ADB) - ファイナルファンタジーXII
- 4Dバトル - ファイナルファンタジータクティクス
- 超高速アクティブタイムバトル[6] - クライシス コア ファイナルファンタジーVII・ファイナルファンタジー零式
- ターンアクティブタイムバトル (TATB) - チョコボの不思議なダンジョン
- ターンアクティブタイムバトル2 (TATB2) - チョコボの不思議なダンジョン2
- チェッカーバトル - ライブ・ア・ライブ

なお『ファイナルファンタジーIX』にはアクティブ タイム イベント (ATE) システムが搭載されている。名前こそATBと類似しているが、ATEは戦闘システムではなく、ストーリーイベントに関わるシステムである。
ATBと謳われていないが、『ゼノギアス』の戦闘画面にもATBゲージのようなものが表示されており、ゲージがたまったキャラクターの行動を選択するシステムとなっている。行動選択時にはゲージの進行が止まる。